# Cantonul Saint-Ouen
Cantonul Saint-Ouen-sur-Seine este un canton din arondismentul Saint-Denis (Seine-Saint-Denis), departamentul Seine-Saint-Denis, regiunea Île-de-France, Franța. Populația este de 92.895 locuitori, determinată în 1 ianuarie 2022, prin recensământ.

## Comune
| Comune               | Populație (1999) | Cod poștal | Cod INSEE |
| -------------------- | ---------------- | ---------- | --------- |
| Saint-Ouen-sur-Seine | 29.894           | 93400      | 93070     |